# ابوریت

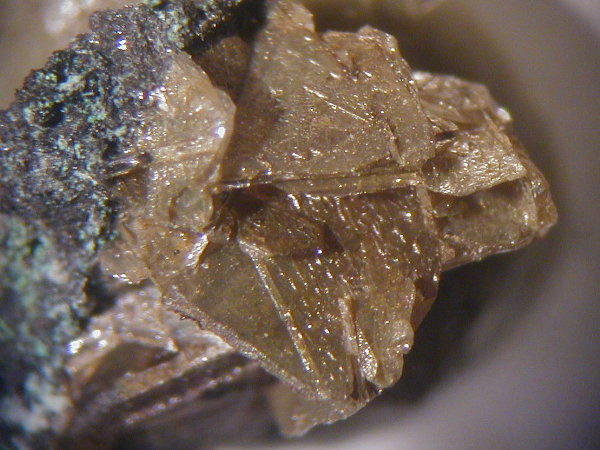

ابوریت (Abhurite) با فرمول شیمیایی Sn3O(OH)2Cl2 کانی قلع، اکسیژن، هیدروژن و کلر است. سختی موس این کانی ۲ است.
نام ابوریت از نام «شرم‌ابور» نام یکی از ساحل‌های کوچکِ دریای سرخ گرفته شده است.